# Le Fruit de l'espoir
Pour plus de détails, voir Fiche technique et Distribution.
Le Fruit de l'espoir est un film dramatique français réalisé par Alain Williams sorti en 2019.

## Synopsis
Angeli, chercheuse en biologie médicale, étudie le noni, un fruit exotique qui aurait des propriétés thérapeutiques intéressantes, en particulier une variété qui vient d’un endroit précis du Kerala en Inde.
Angeli doit monter une expédition et se rendre sur place. Son laboratoire ayant des difficultés financières, elle fait appel à des financements extérieurs. Elle sollicite son grand-père, notable politique de la région qui lui obtient une subvention.
L’équipe se rend alors au Kerala où après diverses péripéties, ils découvrent l’endroit où pousse cette variété de noni. Mais un laboratoire concurrent a réussi à infiltrer dans l’équipe un de ses collaborateurs.
De retour en France, les travaux d’Angeli continuent jusqu’à ce que le laboratoire antagoniste se manifeste brutalement et que l’histoire bascule vers une intrigue policière où les travaux d’Angeli deviennent l’enjeu d’un combat sans merci.

## Fiche technique
- Titre original : Le Fruit de l'espoir
- Réalisation : Alain Williams
- Scénario : Emmanuelle Pelloie, Alain Williams
- Décors :
- Costumes :
- Photographie :
- Montage :
- Musique : René Baldaccini
- Producteur : Cyrille Pien, Yaël Rebrassier
- Sociétés de production : Starvision World
- Société de distribution : Dopamyne Films
- Pays de production :  France
- Langue originale : français
- Format : couleur
- Genre : Drame
- Durée : 80 minutes
- Date de sortie :
  - France : 23 octobre 2019

## Distribution
- Robert Hossein : le grand-père d'Angeli
- Sylvia Pouget : Angeli
- Raghunath Manet
- Emma Zimmerman
- Jean-Louis Tribes
- Candice Berner
- Grichka Bogdanoff
- Igor Bogdanoff

## Procédure judiciaire
La production de ce film a fait l’objet d’une procédure judiciaire. En effet, en 2021-2022, les frères Bogdanoff, ainsi que plusieurs autres personnes, ont été accusés d’escroquerie et d’abus de faiblesse à l’encontre d’un millionnaire français souffrant de trouble bipolaire, notamment afin d’obtenir 600 000 € pour financer ce film,. La procédure s’est terminée en 2022 par l'extinction de l'action publique en raison de la mort des frères Bogdanoff.